# Lista de prêmios e indicações recebidos por Olivia Rodrigo

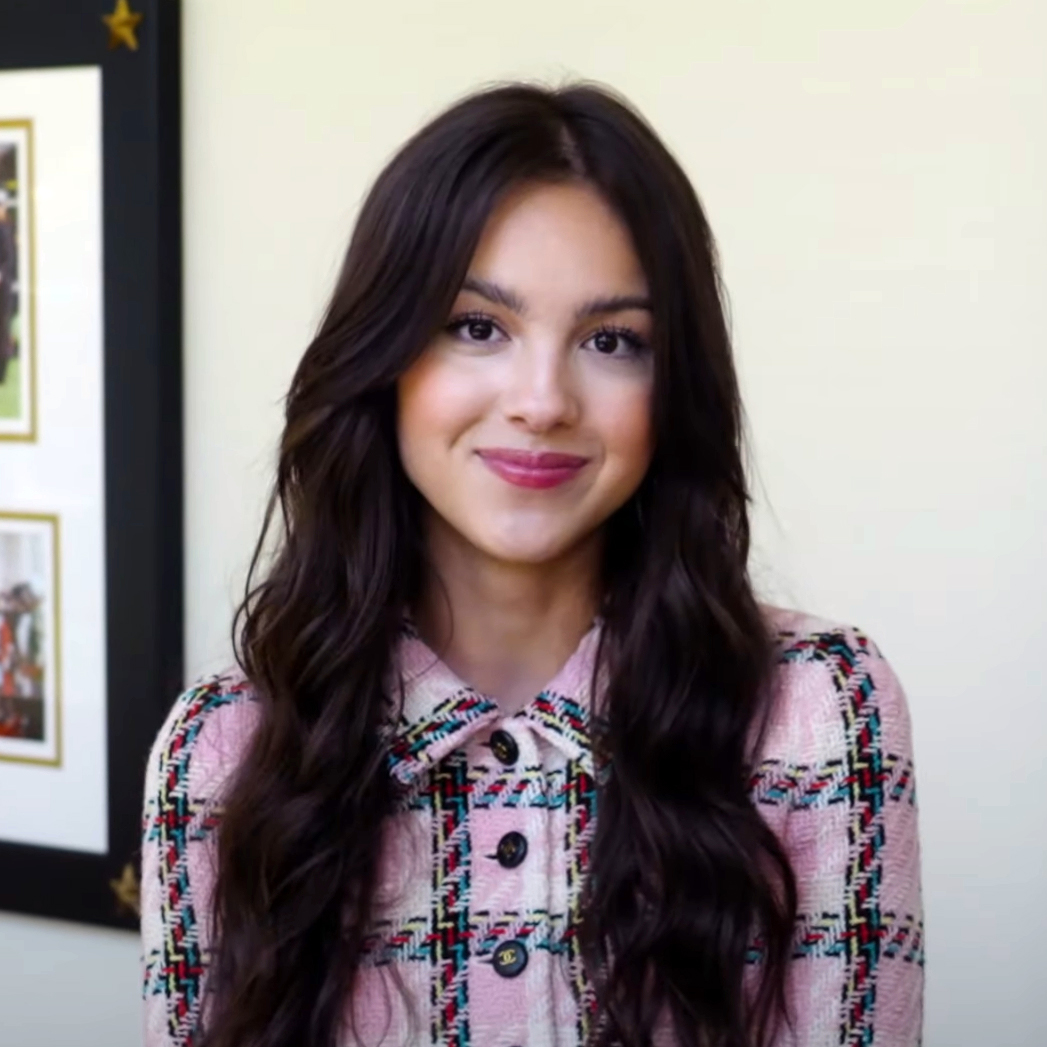
Rodrigo na Casa Branca em 2021

A lista abaixo apresenta os prêmios e indicações recebidos por Olivia Rodrigo, uma cantora, compositora e atriz norte-americana.
Rodrigo recebeu vários prêmios, incluindo um American Music Awards, um Brit Awards, três Grammy Awards, três iHeartRadio Music Awards, três MTV Video Music Awards, e dois Kids' Choice Awards. 

## American Music Awards
| Ano  | Categoria                     | Indicação         | Resultado | Ref.  |
| ---- | ----------------------------- | ----------------- | --------- | ----- |
| 2021 | Artista do Ano                | Ela mesma         | Indicada  | [ 1 ] |
| 2021 | Novo Artista do Ano           | Ela mesma         | Venceu    | [ 1 ] |
| 2021 | Artista Pop Feminina Favorita | Ela mesma         | Indicada  | [ 1 ] |
| 2021 | Canção Trending Favorita      | "Drivers License" | Indicada  | [ 1 ] |
| 2021 | Videoclipe Favorito           | "Drivers License" | Indicada  | [ 1 ] |
| 2021 | Canção Pop Favorita           | "Drivers License" | Indicada  | [ 1 ] |
| 2021 | Álbum Pop Favorito            | Sour              | Indicada  | [ 1 ] |

## Apple Music Awards
| Ano  | Categoria               | Indicação         | Resultado | Ref.  |
| ---- | ----------------------- | ----------------- | --------- | ----- |
| 2021 | Artista Inovador do Ano | Ela mesma         | Venceu    | [ 2 ] |
| 2021 | Álbum do Ano            | Sour              | Venceu    | [ 2 ] |
| 2021 | Canção do Ano           | "Drivers License" | Venceu    | [ 2 ] |

## ARIA Music Awards
| Ano  | Categoria                    | Indicação | Resultado | Ref.  |
| ---- | ---------------------------- | --------- | --------- | ----- |
| 2021 | Melhor Artista Internacional | Sour      | Indicada  | [ 3 ] |

## Billboard

### BillboardMusic Awards
| Ano  | Categoria                                       | Indicação  | Resultado | Ref.  |
| ---- | ----------------------------------------------- | ---------- | --------- | ----- |
| 2022 | Melhor Artista                                  | Ela mesma  | Indicado  | [ 4 ] |
| 2022 | Melhor Artista Revelação                        | Ela mesma  | Venceu    | [ 4 ] |
| 2022 | Melhor Artista Feminina                         | Ela mesma  | Venceu    | [ 4 ] |
| 2022 | Melhor Artista da Hot 100                       | Ela mesma  | Venceu    | [ 4 ] |
| 2022 | Melhor Desempenho de Artista no Streaming       | Ela mesma  | Venceu    | [ 4 ] |
| 2022 | Melhor Artista em Canções de Rádio              | Ela mesma  | Venceu    | [ 4 ] |
| 2022 | Melhor Artista da Billboard Global 200          | Ela mesma  | Venceu    | [ 4 ] |
| 2022 | Melhor Artista da Billboard Global (Excl. U.S.) | Ela mesma  | Indicado  | [ 4 ] |
| 2022 | Melhor Canção na Hot 100                        | "Good 4 U" | Indicado  | [ 4 ] |
| 2022 | Melhor Canção no Streaming                      | "Good 4 U" | Indicado  | [ 4 ] |
| 2022 | Melhor Canção em Rádio                          | "Good 4 U" | Indicado  | [ 4 ] |
| 2022 | Melhor Canção na Billboard Global 200           | "Good 4 U" | Indicado  | [ 4 ] |
| 2022 | Melhor Álbum na Billboard 200                   | Sour       | Venceu    | [ 4 ] |

### BillboardWomen in Music
| Ano  | Categoria     | Indicação | Resultado | Ref.  |
| ---- | ------------- | --------- | --------- | ----- |
| 2022 | Mulher do Ano | Ela mesma | Venceu    | [ 5 ] |

## Brit Awards
| Ano  | Categoria                   | Indicação  | Resultado | Ref.  |
| ---- | --------------------------- | ---------- | --------- | ----- |
| 2022 | Artista Internacional       | Ela mesma  | Indicada  | [ 6 ] |
| 2022 | Melhor Canção Internacional | "Good 4 U" | Venceu    | [ 6 ] |

## Danish Music Awards
| Ano  | Categoria                  | Indicação | Resultado | Ref.  |
| ---- | -------------------------- | --------- | --------- | ----- |
| 2021 | Álbum Internacional do Ano | Sour      | Venceu    | [ 7 ] |

## Grammy Awards
| Ano  | Categoria                      | Indicação                       | Resultado | Ref.   |
| ---- | ------------------------------ | ------------------------------- | --------- | ------ |
| 2022 | Álbum do Ano                   | Sour                            | Indicada  | [ 8 ]  |
| 2022 | Melhor Álbum Vocal de Pop      | Sour                            | Venceu    | [ 8 ]  |
| 2022 | Gravação do Ano                | "Drivers License"               | Indicada  | [ 8 ]  |
| 2022 | Canção do Ano                  | "Drivers License"               | Indicada  | [ 8 ]  |
| 2022 | Melhor Performance Solo de Pop | "Drivers License"               | Venceu    | [ 8 ]  |
| 2022 | Melhor Vídeo Musical           | "Good 4 U"                      | Indicada  | [ 8 ]  |
| 2022 | Artista Revelação              | Ela mesma                       | Venceu    | [ 8 ]  |
| 2024 | Álbum do Ano                   | Guts                            | Indicada  | [ 9 ]  |
| 2024 | Melhor Álbum Vocal de Pop      | Guts                            | Indicada  | [ 9 ]  |
| 2024 | Gravação do Ano                | "Vampire"                       | Indicada  | [ 9 ]  |
| 2024 | Canção do Ano                  | "Vampire"                       | Indicada  | [ 9 ]  |
| 2024 | Melhor Performance Solo de Pop | "Vampire"                       | Indicada  | [ 9 ]  |
| 2024 | Melhor Canção de Rock          | "Ballad of a Homeschooled Girl" | Indicada  | [ 9 ]  |
| 2025 | Melhor Canção em Mídia Visual  | "Can't Catch Me Now"            | Indicada  | [ 10 ] |

## iHeartRadio Music Awards
| Ano  | Categoria                | Indicação         | Resultado | Ref.   |
| ---- | ------------------------ | ----------------- | --------- | ------ |
| 2021 | Prêmio Estrela Social    | Ela mesma         | Venceu    | [ 11 ] |
| 2022 | Artista Feminina do Ano  | Ela mesma         | Venceu    | [ 12 ] |
| 2022 | Artista Revelação de Pop | Ela mesma         | Venceu    | [ 12 ] |
| 2022 | Melhores Fãs             | Ela mesma         | Indicada  | [ 12 ] |
| 2022 | Canção do Ano            | "Drivers License" | Indicada  | [ 12 ] |
| 2022 | Melhor Vídeo Musical     | "Drivers License" | Indicada  | [ 12 ] |
| 2022 | Melhor Letra             | "Drivers License" | Indicada  | [ 12 ] |
| 2022 | Melhor Letra             | "Deja Vu"         | Indicada  | [ 12 ] |
| 2022 | Canção do Ano no Tik Tok | "Good 4 U"        | Venceu    | [ 12 ] |

## LOS40 Music Awards
| Ano  | Categoria                     | Indicação         | Resultado | Ref.   |
| ---- | ----------------------------- | ----------------- | --------- | ------ |
| 2021 | Melhor Ato Novo Internacional | Ela mesma         | Indicada  | [ 13 ] |
| 2021 | Melhor Canção Internacional   | "Drivers License" | Indicada  | [ 13 ] |
| 2021 | Melhor Álbum Internacional    | Sour              | Venceu    | [ 13 ] |

## MTV

### MTV Europe Music Awards
| Ano  | Categoria                    | Indicação         | Resultado | Ref.   |
| ---- | ---------------------------- | ----------------- | --------- | ------ |
| 2021 | Melhor Artista Estadunidense | Ela mesma         | Indicada  | [ 14 ] |
| 2021 | Melhor Artista de Pop        | Ela mesma         | Indicada  | [ 14 ] |
| 2021 | Artista Revelação            | Ela mesma         | Indicada  | [ 14 ] |
| 2021 | Melhor Artista Push          | Ela mesma         | Venceu    | [ 14 ] |
| 2021 | Melhor Canção                | "Drivers License" | Indicada  | [ 14 ] |

### MTV Millennial Awards
| Ano  | Categoria         | Indicação         | Resultado | Ref.   |
| ---- | ----------------- | ----------------- | --------- | ------ |
| 2021 | Hit Global do Ano | "Drivers License" | Indicada  | [ 15 ] |

### MTV Millennial Awards Brasil
| Ano  | Categoria  | Indicação  | Resultado | Ref.   |
| ---- | ---------- | ---------- | --------- | ------ |
| 2021 | Hit Global | "Good 4 U" | Indicada  | [ 16 ] |

### MTV Video Music Awards
| Ano  | Categoria               | Indicação         | Resultado | Ref.   |
| ---- | ----------------------- | ----------------- | --------- | ------ |
| 2021 | Artista Revelação       | Ela mesma         | Venceu    | [ 17 ] |
| 2021 | Artista do Ano          | Ela mesma         | Indicada  | [ 17 ] |
| 2021 | Canção do Ano           | "Drivers License" | Venceu    | [ 17 ] |
| 2021 | Performance Push do Ano | "Drivers License" | Venceu    | [ 17 ] |
| 2021 | Melhor Vídeo de Pop     | "Good 4 U"        | Indicada  | [ 17 ] |
| 2021 | Canção do Verão         | "Good 4 U"        | Indicada  | [ 18 ] |

## Myx Music Awards
| Ano  | Categoria                   | Indicação | Resultado | Ref.   |
| ---- | --------------------------- | --------- | --------- | ------ |
| 2021 | Prêmio de Realização Global | Ela mesma | Venceu    | [ 19 ] |

## Nickelodeon

### Meus Prêmios Nick
| Ano  | Categoria             | Indicação  | Resultado | Ref.   |
| ---- | --------------------- | ---------- | --------- | ------ |
| 2021 | Challenge Hits do Ano | "Good 4 U" | Indicada  | [ 20 ] |
| 2021 | Clipe do Ano          | "Good 4 U" | Indicada  | [ 20 ] |

### Nickelodeon Kids' Choice Awards
| Ano  | Categoria                                          | Indicação                                              | Resultado | Ref.   |
| ---- | -------------------------------------------------- | ------------------------------------------------------ | --------- | ------ |
| 2022 | Atriz de TV Favorita                               | High School Musical: The Musical: The Series como Nini | Venceu    | [ 21 ] |
| 2022 | Artista Revelação Favorita                         | Ela mesma                                              | Venceu    | [ 21 ] |
| 2022 | Estrela Global Musical Favorita (América do Norte) | Ela mesma                                              | Indicada  | [ 21 ] |

### Nickelodeon Mexico Kids' Choice Awards
| Ano  | Categoria  | Indicação  | Resultado | Ref.   |
| ---- | ---------- | ---------- | --------- | ------ |
| 2021 | Hit Global | "Good 4 U" | Indicada  | [ 22 ] |

## NME Awards
| Ano  | Categoria                | Indicação  | Resultado | Ref.   |
| ---- | ------------------------ | ---------- | --------- | ------ |
| 2022 | Melhor Ato Novo do Mundo | Ela mesma  | Venceu    | [ 23 ] |
| 2022 | Melhor Canção do Mundo   | "Good 4 U" | Indicada  | [ 23 ] |

## People's Choice Awards
| Ano  | Categoria               | Indicação  | Resultado | Ref.   |
| ---- | ----------------------- | ---------- | --------- | ------ |
| 2021 | Artista Feminina do Ano | Ela mesma  | Indicada  | [ 24 ] |
| 2021 | Novo Artista do Ano     | Ela mesma  | Venceu    | [ 24 ] |
| 2021 | Canção do Ano           | "Good 4 U" | Indicada  | [ 24 ] |
| 2021 | Vídeo Musical do Ano    | "Good 4 U" | Indicada  | [ 24 ] |
| 2021 | Álbum do Ano            | Sour       | Venceu    | [ 24 ] |

## Portuguese Music Awards
| Ano  | Categoria                   | Indicação          | Resultado | Ref. |
| ---- | --------------------------- | ------------------ | --------- | ---- |
| 2022 | Melhor Canção Internacional | "Driver's License" | Pendente  |      |
| 2022 | Melhor Canção Internacional | "Traitor"          | Pendente  |      |

## Rockbjörnen
| Ano  | Categoria                 | Indicação         | Resultado | Ref.   |
| ---- | ------------------------- | ----------------- | --------- | ------ |
| 2021 | Canção Estrangeira do Ano | "Drivers License" | Indicada  | [ 25 ] |

## RTHK International Pop Poll Awards
| Ano  | Categoria                                   | Indicação         | Resultado | Ref.   |
| ---- | ------------------------------------------- | ----------------- | --------- | ------ |
| 2021 | Dez Melhores Canções de Ouro Internacionais | "Drivers License" | Venceu    | [ 26 ] |

## Time100 Next
| Ano  | Categoria | Indicação | Resultado | Ref.   |
| ---- | --------- | --------- | --------- | ------ |
| 2021 | Fenômenos | Ela mesma | Venceu    | [ 27 ] |

## UK Music Video Awards
| Ano  | Categoria                        | Indicação | Resultado | Ref.   |
| ---- | -------------------------------- | --------- | --------- | ------ |
| 2021 | Melhor Projeto de Vídeo Especial | Sour Prom | Indicada  | [ 28 ] |

## VarietyHitmakers
| Ano  | Categoria            | Indicação | Resultado | Ref.   |
| ---- | -------------------- | --------- | --------- | ------ |
| 2021 | Compositor(a) do Ano | Ela mesma | Venceu    | [ 29 ] |